# Nhà hát Quốc gia Helena Modrzejewska tại Kraków
Nhà hát Quốc gia Helena Modrzejewska tại Kraków (tiếng Ba Lan: Narodowy Stary Teatr im. Heleny Modrzejewskiej) là một trong những sân khấu lâu đời nhất ở Ba Lan. Công trình còn được sử dụng để làm viện văn hóa quốc gia. Nhà hát khai trương vào năm 1781. Tên nhà hát được đặt theo tên của nữ diễn viên nổi tiếng chuyên diễn vai trong kịch Shakespeare: Helena Modrzejewska.

## Lịch sử
Feliks Oraczewski, Mateusz Witkowski đề xuất xây dựng nhà hát. Ngày 17 tháng 10 năm 1781, chính quyền thành phố Kraców cho phép Witkowski biểu diễn hài kịch với điều kiện anh ta phải trả 50 zloty Ba Lan mỗi tháng cho kho bạc thành phố. Nhà hát khánh thành vào ngày 20 tháng 10 năm 1781  Năm 1798, Jacek Kluszewski, giám đốc điều hành của Brzeg, tiếp quản nhà hát và chuyển nhà hát đến góc Quảng trường Szczepański và góc phố Jagiellonian. Nhà hát tiếp tục hoạt động tại địa điểm này cho đến ngày hôm nay. Năm 2016, Trung tâm Giáo dục Sân khấu và Bảo tàng Tương tác MICET khai trương, địa điểm tổ chức tại hầm của tòa nhà.